# إبراهيم العراني
إبراهيم العراني (أبو بسام، 1923-1996) هو شاعر شعبي ولد في قرية عرانة قضاء جنين. أرسله والده للمدرسة في جنين ليدرس حتى الصف الرابع، وبعدها بدأت تظهر عنده الموهبة فكان يغني الحداء في سن مبكرة. ولكنه أصيب بمرض اضطر بسببه الذهاب إلى حيفا للعلاج في إحدى مستشفياتها، وكان من الضروري أن يمكث في المستشفى عدة أيام، وكان يقام وقتها مهرجان وطني في حيفا حضره الحاج أمين الحسيني، وكان يحيي المهرجان عدد من كبار الشعراء، ولم يكن العراني يعرفهم. ولكن كعادته كان يطرب عندما يغني، فأخذ يغني قبل المهرجان بيوم، فاجتمع عدد من الأطباء وعدد من المرضى من قسم المارة لسماعه حيث استوقفهم صوته، و كان يبلغ آن ذاك ستة عشر عاماً، فعرض عليه أحدهم أن يذهب للمهرجان، فوافق فوراً وصعد إلى المسرح ليغني أمام الحاج أمين الحسيني وعدد من المجاهدين والشعراء، فلفت أنظارهم ونال إعجابهم بالرغم من وجود عدد من الشعراء المحترفين الأكبر منه سناً وشهرة.
بعد شفائه عاد إلى عرانة، وأخذ يغني في الأعراس، فأستفاد من كبار الشعراء الشعبيين أمثال: فرحات سلام، وعساف طاهر، وموسى حافظ.
توفي عام 1996 في مسقط رأسه عرانة.